# Kutna količina gibanja
Kutna količina gibanja, kutni impuls ili zamah (oznaka L) vektorska je fizikalna veličina koja opisuje vrtnju čestice ili fizikalnog tijela koja postoji kod kružnog gibanja. Za materijalnu točku mase m koja se giba brzinom v određuje se kao vektorski umnožak radijvektora r i količine gibanja p,
{\displaystyle {\vec {L}}={\vec {r}}\times {\vec {p}}={\vec {r}}\times (m\cdot {\vec {v}})}.
Za kruto se tijelo može prikazati kao umnožak momenta tromosti tijela I i kutne brzine ω:
{\displaystyle {\vec {L}}=I\cdot {\vec {\omega }}}.
Za ovu se veličinu u literaturi koristi veliki broj različitih naziva: moment količine gibanja, moment vrtnje, moment impulsa, impulsni moment, kutni impuls, moment naleta, moment veličine gibanja, zamah, kutna količina gibanja.
Mjerna jedinica kutne količine gibanja je umnožak kilograma i kvadratnog metra u sekundi (kgm²/s), odnosno umnožak džula i sekunde (Js).

## Zakon očuvanja kutne količine gibanja
Zakon očuvanja kutne količine gibanja temeljni je zakon mehanike prema kojem u zatvorenom fizikalnom sustavu (sustavu koji ne međudjeluje s okolinom) ukupna količina vrtnje svih čestica ili tijela ostaje sačuvana: 
{\displaystyle L_{1}+L_{2}+...+L_{n}=\mathrm {konst.} }
gdje je: n - broj čestica.
Zakon očuvanja količine gibanja je zakon fizike u kojem se objašnjava da je kutna količina gibanja (moment količine gibanja), nekog zatvorenog sustava, konstantna bez djelovanja zakretnog momenta:
{\displaystyle M=0\Rightarrow \Delta L=0}
odnosno da ako je ukupni moment vanjskih sila koje djeluju na taj sustav jednak nuli, moment količine gibanja se ne mijenja.
Iz ovih jednakosti i primjene zakona očuvanja količine gibanja slijedi:
{\displaystyle M={\frac {I\cdot \Delta \omega }{\Delta t}}={\frac {\Delta L}{\Delta t}}\Rightarrow \mathbf {I_{1}\cdot \omega _{1}=I_{2}\cdot \omega _{2}} }
gdje je: I - moment tromosti, a ω - kutna brzina, dok oznake 1 i 2 označuju te vrijednosti o dvama različitim trenucima za vrijeme vrtnje.
Tako da ovaj zakon možemo izraziti na sljedeći način: 
Umnožak momenta tromosti i kutne brzine nekog sustava za vrijeme vrtnje se ne mijenja.
U kvantnoj mehanici zakon očuvanja kutne količine gibanja važan je za razumijevanje svojstava molekula, atoma i atomskih jezgara (kvantni broj, spin).

### Pokus
Ako želimo potvrditi zakon očuvanja količine gibanja možemo sjesti na stolicu koja se može rotirati oko svoje osi te se lagano zarotirati odgurivanjem nogama s raširenim rukama,
kako moment tromosti I ovisi o polumjeru tijela (te mu je izravno razmjeran), kada se nakon što smo postigli određenu brzinu rotacije prestanemo odgurivati nogama, te ruke primaknemo tijelu, te tako smanjimo svoj polumjer smanjimo i moment tromosti, po zakonu očuvanja količine gibanja, naša kutna brzina će se povećati. Ovaj će učinak biti još izraženiji ako u rukama držimo teže predmete (primjerice utege).